# Iglesia de Santa María de Alfizén
Santa María de Alfizén fue una iglesia toledana que los mozárabes utilizaron en sustitución de la catedral convertida en mezquita mayor a partir de la ocupación de los árabes en Toledo (España). Fue el principal templo mozárabe durante los tres siglos que duró la estancia de los musulmanes en esta ciudad. No quedan restos pues en su lugar se fueron edificando otros edificios a lo largo de los tiempos. Las únicas referencias están en los códices antiguos.
Cuando los árabes se apoderaron de la ciudad de Toledo pactaron con los cristianos una cierta tolerancia religiosa pero la basílica de Santa María quedó convertida en mezquita mayor y permanecieron para el culto cristiano nueve iglesias parroquiales repartidas por la ciudad entre ellas ésta de Santa María de Alfizén que fue utilizada como sede episcopal y parroquia durante toda la dominación musulmana y más tarde en tiempos de Alfonso VI, cuando se impuso el rito romano, fue el lugar escogido por los mozárabes para sus funciones litúrgicas de rito hispano-mozárabe.

## Recinto del Alfizén o Al-Hizém
Al-Hizém significa ceñidor. Estaba situado en la parte más elevada de la ciudad, por lo que las distintas civilizaciones fueron ocupando este lugar como recinto protegido y fortificado para uso de gobernantes, administradores y tropas defensoras. Era el reducto más difícil de tomar en caso de ataque enemigo. Este recinto defensivo dio lugar con el tiempo al barrio del Alficén donde se fueron alzando edificios que subsisten como el Alcázar (en lo más alto), el Hospital de Santa Cruz (hoy museo), el convento de Santa Fe y el monasterio de la Concepción Franciscana.
Desaparecido totalmente el edificio, su memoria pasa a tomar parte del «Patrimonio desaparecido de la ciudad de Toledo».

## Historia de la iglesia
Estaba situada en la parte alta, en lo que fue el recinto del Alfizén, muy cerca de las construcciones conocidas como palacios de Galiana, es decir que estaba en pleno centro de la vida oficial musulmana. Continuó siendo parroquia mozárabe sin problemas hasta 1067 en que debió ser cerrada al culto debido precisamente al lugar estratégico que ocupaba en tiempos en que la situación política estaba cambiando y era inestable.
Tras la entrada de Alfonso VI en Toledo y toma de la ciudad, la mezquita mayor pasó a ser de nuevo iglesia cristiana, convirtiéndose en catedral con el nombre de Santa María y es entonces cuando se da el nombre de Santa María in Alfizem a la parroquia mozárabe, para distinguirse la una de la otra. A partir de este momento dicha parroquia empezó a perder importancia y ya sólo se la menciona indirectamente en los códices que hablan sobre donaciones reales pues parece que tal era su situación, una propiedad real que podía donarse. Alfonso VI la convirtió en capilla real para evitar de esta forma que los mozárabes (con quienes estaba enfrentado) tuvieran su propia iglesia-catedral y después hizo de ella donación al monasterio de san Servando cuyos monjes la habilitaron para hospedería.
Los documentos del siglo XIII la nombran como Santa María in Alhizem, propiedad de un convento de monjas y los del siglo XIV (1332) dicen que había pasado a manos de un convento de carmelitas descalzos pero ya no mantiene el antiguo nombre.